# Metahelotella fulvitarsis
Metahelotella fulvitarsis is een keversoort uit de familie Helotidae. De wetenschappelijke naam van de soort is voor het eerst geldig gepubliceerd in 1889 door Ritsema.